# مامادو واغ
مامادو واغ (بالفرنسية: Mamadou Wague)‏ (مواليد 19 أغسطس 1990 في سانت بريوك - فرنسا) لاعب كرة قدم فرنسي يلعب حاليا لصالح نادي الدرجة الأولى لومان الفرنسي منذ 2007 في مركز قلب الدفاع كما يجيد اللعب في مركز الوسط المدافع .

## روابط خارجية
- مامادو واغ على موقع اتحاد أوكرانيا (الإنجليزية)
- مامادو واغ على موقع رابطة كرة القدم الفرنسية للمحترفين (الإنجليزية)
- مامادو واغ على موقع إي إس بي إن إف سي (الإنجليزية)
- مامادو واغ على موقع قاعدة بيانات كرة القدم.إي يو (الإنجليزية)
- مامادو واغ على موقع Soccerbase.com (لاعب) (الإنجليزية)
- مامادو واغ على موقع Soccerway.com (الإنجليزية)
- مامادو واغ على موقع عالم كرة القدم.نت (الإنجليزية)